# 北警察署 (北海道)
北警察署（きたけいさつしょ）は、北海道警察本部が管轄する札幌方面の警察署の一つである。大規模警察署。

## 沿革
- 1976年（昭和51年）12月1日 - 札幌市内の警察署再編により、北海道札幌方面札幌北警察署から札幌市のうち北区と石狩郡当別町・石狩町、厚田郡厚田村の区域を分割し、北海道札幌方面北警察署新設。同時に、北海道札幌方面札幌北警察署は北海道札幌方面東警察署に改称。
- 2005年（平成17年）10月 - 厚田郡厚田村と浜益郡浜益村が石狩市に編入合併したことに伴い、旧浜益村区域を滝川警察署から移管。

## 組織
- 署長（警視正）
- 副署長（警視）
- 警務官兼警務課長
  - 警務課（警務係、犯罪被害者支援係、相談係）
  - 留置管理課（管理係）
- 会計官兼会計課長（警視）
  - 会計課（会計係）
- 地域官兼地域課長（警視）
  - 地域課（企画係、指令係、実務指導係、地域係、自動車警ら係）
- 刑事・生活安全官（警視）
  - 刑事第一課（強行犯係、鑑識係）
  - 刑事第二課（知能犯係、組織犯罪対策係、薬物銃器対策係）
  - 刑事第三課（指導係、盗犯係）
  - 生活安全課（生活安全係、少年係、生活経済・保安係、許可係）
- 交通官（警視）
  - 交通第一課（企画・規制係、指導係）
  - 交通第二課（捜査係）
- 警備課（公安係、外事係、警備係）

## 交番・駐在所
括弧内は所在地を表す。

### 札幌市北区
- あいの里交番（札幌市北区あいの里1条6丁目1-3）
- 麻生交番（札幌市北区北39条西5丁目3-1）
- 北三十条交番（札幌市北区北30条西7丁目1-30）
- 北二十条交番（札幌市北区北20条西5丁目18-6）
- 札幌駅北口交番（札幌市北区北7条西3丁目14-2）
- 新川交番（札幌市北区北26条西17丁目4-10）
- 新光交番（新琴似1条12丁目6-43）
- 篠路交番（札幌市北区篠路4条7丁目2-47）
- 新琴似交番（札幌市北区新琴似8条4丁目1-7）
- 新琴似西交番（札幌市北区新琴似7条14丁目1-11）
- 太平交番（札幌市北区太平9条5丁目6-1）
- 屯田交番（札幌市北区屯田4条3丁目2-5）
- 茨戸交番（札幌市北区東茨戸46-2）

### 石狩市
- 花川北交番（石狩市花川北3条2丁目198-2）
- 花川南交番（石狩市花川南5条2丁目198） - 所長は警視。
- 石狩駐在所（石狩市親船14-1）
- 厚田駐在所（石狩市厚田区厚田43-4）
- 浜益駐在所（石狩市浜益区浜益77-6）
- 望来駐在所（石狩市厚田区望来119）
- 八幡駐在所（石狩市八幡2-332-12）

### 当別町
- 当別交番（石狩郡当別町弥生53-43）
- 太美交番（石狩郡当別町太美1481-2）

## 管内で発生した主な事件
- 風雪の群像・北方文化研究施設爆破事件 - 1972年10月23日発生。
- 石狩町女子高生誘拐事件 - 1995年7月29日に発生、同月31日に被害者保護・犯人逮捕により解決[1]。被害者は同事件を契機に警察官を志望し、1998年度の道警女性警察官採用試験に合格した[2]。
- 稲葉事件 - 2002年7月に発覚。道警生活安全特別捜査隊班長の警部が逮捕され[3]、有罪判決を受けるなどの不祥事に発展した[4]。
- 札幌連続ボンベ爆発事件 - 2014年1月から4月にかけて発生。最初の事件は同年1月27日に北署の駐車場で発生したもので[5]、署員の所有するワゴン車が燃え、車両下からカセット式ガスボンベが発見される事件が発生したという事件である[6]。

## 備考
- 2008年から地域課長の3人配置をして3交替制勤務とした。
- 2010年から課長に警視を充て、その下に警部の統括官を配置した。
- 2012年から各課の統括官を課長代理に改称した。